# Tritih Lor
Tritih Lor is een bestuurslaag in het regentschap Cilacap van de provincie Midden-Java, Indonesië. Tritih Lor telt 6991 inwoners (volkstelling 2010).